# Cortes de Aragón (Teruel)
Cortes de Aragón ist eine spanische Gemeinde in der Provinz Teruel, die zur Autonomen Region Aragonien gehört. Sie ist Teil der Comarca (Kreis) Cuencas Mineras. 2024 hatte die Gemeinde 65 Einwohner. 

## Lage
Cortes de Aragón liegt circa 70 Kilometer nordnordöstlich der Provinzhauptstadt Teruel in einer Höhe von ca. 925 m. 

## Bevölkerungsentwicklung
| Jahr      | 1970 | 1981 | 1991 | 2001 | 2011 | 2021 |
| Einwohner | 239  | 192  | 145  | 118  | 72   | 63   |

## Sehenswürdigkeiten
- Bartholomäuskirche

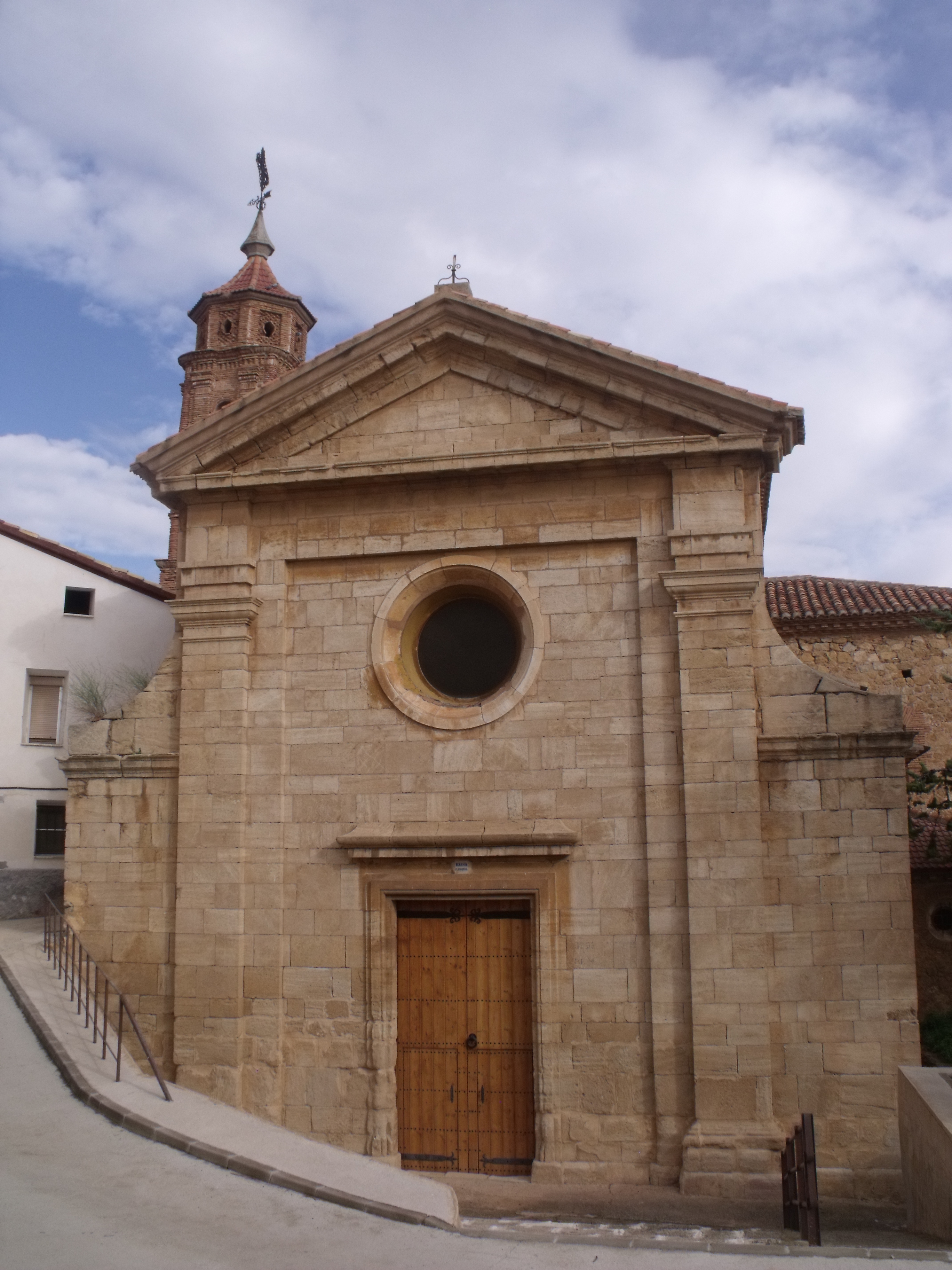
Bartholomäuskirche

- Marienheiligtum (Santuario de la Virgen de la Aliaga)